# 페르난도 6세
페르난도 6세(스페인어: Fernando VI, 1713년 9월 23일 - 1759년 8월 10일)는 스페인의 국왕(재위 1746년 - 1759년)이다. 펠리페 5세와 첫 왕비 마리아 루이사 디 사보이아 왕녀(1688~1714) (사보이아 공작, 사르데냐 왕 비토리오 아메데오 2세의 딸)의 사이에서 태어난 넷째 아들이다.

## 생애
아버지 펠리페 5세는 1724년에 페르난도의 맏형 루이스 1세에게 왕위를 넘기고 퇴위했지만, 루이스 1세가 그 해에 급사했기 때문에 복위를 하게 되었으며, 1746년 사망할 때까지 재위했다. 다른 형은 루이스보다 먼저 요절했기 때문에, 펠리페 5세의 죽음과 함께 페르난도가 왕위에 올랐다. 페르난도는 천성적으로 게을렀으며 아버지 펠리페 5세와 마찬가지로 평생 우울증에 시달렸는데 이 때문에 연극과 오페라를 비롯한 오락거리를 찾는데 골몰하기도 했다.
페르난도는 1729년 포르투갈 왕 주앙 5세의 딸 바르바라와 결혼했지만 아이는 없었다. 바르바라는 용모도 아름답지 않았고 별다른 매력도 없었지만 페르난도는 바르바라에게 정신적으로 크게 의존하고 있었고, 아내가 죽자 우울증이 심해져 은둔 생활에 들어갔다. 그는 아주 기본적인 식사 외에는 잠도 자지 않았고 옷도 갈아입지 않았으며 자살을 기도하기도 했다. 페르난도의 사후, 나폴리 왕이자 시칠리아의 왕이 된 이복동생 카를로스가 대신하여 스페인 왕위에 올랐다.